# Ахунов, Фатхелбаян Гаянович
Ахунов Фатхелбаян Гаянович (10 августа 1938 год — 2 декабря 2019 год) — инженер-нефтяник, профсоюзный деятель. С 1977 по 1990 гг. — председатель Башкирского областного комитета профсоюза работников нефтяной и газовой промышленности. Заслуженный работник Республики Башкортостан по социальной защите населения (1998), Отличник нефтяной промышленности СССР (1988). Орден Трудового Красного Знамени (1986). Орден «Знак Почёта» (1981).

## Биография
Фатхелбаян Гаянович Ахунов родился 10 августа 1938 года в деревне Карткисяк Аскинского района Башкирской АССР. Его детство пришлось на трудные военные и послевоенные годы.

### Образование и начало трудовой деятельности
- Осенью 1945 года он пошёл учиться в начальную школу деревни Карткисяк.
- 1957 год — окончил семь классов.
- 1952—1955 годы обучения в Урмиязовской средней общеобразовательной школе.
- В 1955—1956 годах работал в районном отделе  социального обеспечения старшим бухгалтером.
- В 1956 году поступил в техническое училище № 1 г. Свердловска.
- 1956—1957 работал слесарем — техником Нижне-Туринского ремонтного участка «Свердловскэнергомонтаж».
- 1957 — 1960 служил в рядах Советской Армии.
- 1960 — 1965 учился в Свердловском Горном институте.

### Трудовая жизнь
- 1965 — 1969 годы — мастер по добыче нефти, начальник по добыче нефти НПУ «Ишимбайнефть».
- 1969 — 1977 г. заместитель председателя, председатель комитета профсоюза НГДУ «Ишимбайнефть».
- 1977—1990 — председатель Башкирского областного комитета профсоюза работников нефтяной и газовой промышленности.
- 1978 — В 1990-х гг. член Пленума, член Президиума ЦК профсоюза работников нефтяной и газовой промышленности.
- 1990 — 1994 годы — заместитель председателя Совета Федерации профсоюзов Республики Башкортостан.
- 1994 — 1999 работает 1-м заместителем председателя фонда социального страхования Республики Башкортостан, руководит деятельностью санаториев и домов отдыха республики.
- 2002—2003 — директор экспериментально-механического завода.
- С 2004 года — Главный эксперт Института проблем транспортных энергоресурсов АН РБ.

В этот период он принимал активное участие в обустройстве и развитии нефтепромысловых социальных объектов и обеспечении их экологической и промышленной безопасности, в разработке мероприятий по улучшению условий труда и быта нефтяников. Фатхелбаян Ахунов находил время заниматься и активной общественной деятельностью. Несколько лет он избирался депутатом Ишимбайского горсовета, делегатом XVI и XVII съездов профсоюзов СССР. В последние годы жизни занимал должность председателя Совета ветеранов объединения «Башнефть».
Ахунов Фатхельбаян Гаянович умер 2 декабря 2019 года в Уфе.

### Семейное положение
Отец Ахунов, Гаян Ахунович — участник Великой Отечественной войны, работал в селе на разных должностях; избирался депутатом сельсовета. Мать, Зайтуна Абраровна. В семье воспитывались 7 детей.
Вместе с супругой Данией Ярхамовной вырастили троих детей. Старшая дочь Алисия работает главным специалистом Фонда социального страхования, другая дочь Дилара и сын Азат — инженерами в объединении «Башнефть».

## Почётные звания
Отличник нефтяной промышленности СССР (1988). Заслуженный работник Республики Башкортостан по социальной защите населения (1998),

## Награды и почётные звания
- Медаль «За трудовое отличие» (1974)
- Орден «Знак Почета» (1981)
- Орден Трудового Красного Знамени (1986)
- Неоднократно награждался почётными грамотами в армии. 10 лет был членом президиума ЦК профсоюзов. Много было грамот от Миннефтепрома и ЦК профсоюзов. Награждён грамотой ВЦСПС. Первая медаль за работу в НГДУ Ишимбайнефть.Знаками отличник нефтяной промышленности, несколькими знаками ВЦСПС. Присвоено звание "Заслуженный работник Республики Башкортостан по социальной защите населения". Работая председателем Совета ветеранов несколько раз был награждён почётными грамотами и юбилейной медалью "30 лет ветеранской организации"